# بلدة صرنا
بلدة صرنا (اللاذقية) إحدى بلدات ريف اللاذقية الشرقي، تبعد حوالي 40كم عن اللاذقية وقريب منها مدينة الحفة وصلنفة. فيها عدّة غابات من السنديان المعمّر (الرويسات)، وحولها أحراش من السنديان والشمبوط وفيها أشجار الزيتون والخوخ والتفاح والعنب، مشهورة بعدة ينابيع وأكثر من عشرين بئر عربي أو ارتوازي. 